# Avenc de Ca sa Coanegrina
L'Avenc de Ca sa Coanegrina o Cova de Can Millo és una cavitat natural de Santa Maria del Camí, situada a la vall de Coanegra, a la possessió de Can Millo, prop de Son Pou.
L'accés a l'avenc és a través d'un camí que parteix de darrere les cases de Can Millo. També s'hi pot anar per Son Pou. La cova es troba al costat esquerre de la Coma d'en Soler o Comellar de Ca sa Coanegrina, a la part superior de l'alzinar que cobreix aquesta àrea. L'entrada ha estat modificada per l'home engrandint el forat principal d'accés i col·locant-hi uns escalons de pedra i terra.
Si bé la cova és coneguda des de temps prehistòrics, el seu coneixement més exhaustiu ha estat fet al llarg del s. XX. L'eminent geòleg Bartomeu Darder Pericàs el 1932 escrigué: «En la isla de Mallorca se había indicado que la sima denominada Avenc de Cohua Negrina, en la finca de Son Pou, de Santa Maria, daba a un río subterráneo, y al descender a ella pudimos comprobar que se trataba simplemente de dos baches de unos dos metros cuadrados de superficie». Cal destacar les exploracions dutes a terme el 1917 i les de 1953.

## Descripció
Després d'una primera sala es veu que la cavitat ocupa una potent fractura orientada est-oest paral·lela al cantell de la carena del comellar. Aquesta fractura generatriu ha sofert posteriors processos de dissolució, barrejats amb altres desenvolupaments de naturalesa clàstica. A tot això hi hem d'afegir els processos litoquímics de reconstrucció. De la sala d'entrada en parteixen dos pous verticals.
La via més coneguda es localitza a l'extrem est i té l'accés a través d'una galeria de sostre baix que du al pou principal. Aquest pou té una baixada inicial de 5 metres seguits d'un pendent llenegadís d'uns dotze metres més. A partir d'aquí s'inicia una vertical de trenta metres més que acaba a una planta situada a la cota -37 m. La cavitat llavors manifesta una tendència horitzontal allargada en direcció est.
L'altra via de baixada s'inicia amb tres metres verticals i arriba a una sala de considerables dimensions. En aquesta sala s'hi localitzen un conjunt de restes òssies fossilitzades d'un nombre indeterminat d'individus del petit caprí endèmic Myotragus balearicus. Després es davalla per un rost que du a un nou pou d'uns quinze metres de vertical, del qual parteixen un seguit de galeries de caràcter laberíntic, fins a arribar a la mateixa cota -37 m. de la primera via. A la part terminal s'hi observa, escrit a llapis sobre la roca, una relació de sigles i s'identifica el GES Grup d'Exploracions Subterrànies, amb data 2 d'abril de 1953. Seguint per passatges d'aspecte caòtic s'arriba a la capçalera del pou final que du a la "Sala des Fang", de grans dimensions, a la cota -71m.